# Olleta venezolana
La olleta venezolana es una sopa que se prepara en todo el territorio nacional de Venezuela. No obstante, Caracas es la capital donde ha sido más desarrollada esta sopa. Su principal ingrediente es el gallo - mientras más viejo mejor-.Se le incorporan pequeños trozos de carne de res y de puerco negro de acuerdo al gusto de la región. En cambio, la olleta cumanesa  solamente utiliza gallo en su preparación. Una buena olleta se necesita el agua de maíz o el yare preparado. Allí se pone a cocer el gallo desde la noche anterior.
Según Cartay, Rafael (enlace roto disponible en Internet Archive; véase el historial, la primera versión y la última)., sí se habla de los caldos del centro del país hay que mencionar el quimbombó porteño o chimbombó, una sopa típica de Puerto Cabello llegada a estas tierras de Curazao y adoptada rápidamente por personas de bajos recursos. Además del quimbombó, la sopa lleva trozos de jamón, carne de chivo salada y pescado frito. Tiene como aliños: albahaca, cebolla y sal. Se le acompaña con bolas de funche en lugar de pan o arepa.